# Der Emes (Zeitung)
|  | Dieser Artikel oder Abschnitt wurde wegen inhaltlicher Mängel auf der Qualitätssicherungsseite der Redaktion Geschichte eingetragen (dort auch Hinweise zur Abarbeitung dieses Wartungsbausteins). Dies geschieht, um die Qualität der Artikel im Themengebiet Geschichte auf ein akzeptables Niveau zu bringen. Dabei werden Artikel gelöscht, die nicht signifikant verbessert werden können. Bitte hilf mit, die Mängel dieses Artikels zu beseitigen, und beteilige dich bitte an der Diskussion! |

Der Emes (jiddisch דער עמעס Die Wahrheit) war eine jiddische Zeitung in Petrograd.
Sie wurde  vom Volkskommissariat für jüdische Angelegenheiten erstmals am 8. März 1918 herausgegeben.
Ab 7. August erschien sie in Moskau, da das Kommissariat nach dorthin umgezogen war, im Verlag Der Emes. Von 1921 bis 1930 diente die Zeitung als Parteiorgan der Jewsekzija, d. h. der Jüdischen Abteilung der KPdSU. Chefredakteur war von 1921 bis 1937 Mosche Litwakow, zu den Redakteuren gehörte Schachno Epstein.
Hauptinhalt der Zeitung war Propaganda für die neue bolschewistische Politik in Russland und eine Auseinandersetzung mit Antijudaismus.